# Eurybrachys ferruginea
Eurybrachys ferruginea är en insektsart som beskrevs av Fletcher 1917. Eurybrachys ferruginea ingår i släktet Eurybrachys och familjen Eurybrachidae. Inga underarter finns listade i Catalogue of Life.